# Ростокино (электродепо монорельса)
Электродепо́ «Росто́кино» — закрытое единственное электродепо Московского монорельса, обслуживавшее его с 25 сентября 2003 по 27 июня 2025 года. Располагается в районе Ростокино и занимает часть территории трамвайного депо имени Баумана.

## История
Строительство электродепо началось в 2001 году. В связи с этим пришлось демонтировать часть путей трамвайного депо имени Баумана и ликвидировать Музей пассажирского транспорта, а в связи с сокращением вместимости трамвайный маршрут № 4 до 2022 года был разделён на два кольца (4л и 4пр), причём маршрут № 4пр передан в депо имени Русакова.
К 2003 году строительство депо было завершено, и уже в декабре депо приняло 3 первых шестисекционных состава.

### Обслуживаемые линии
| Линия     | Период    |
| --------- | --------- |
| Монорельс | 2003—2025 |

## Описание
Электродепо оборудовано всеми современными средствами технического обслуживания подвижного состава.
Путевое развитие депо состоит из 7 тракционных путей, размещённых внутри корпуса. Выдача подвижного состава на линию производилось через трансбордер, установленном в северной части депо. Электродепо «Ростокино» было способно проводить ремонт подвижного состава в объёме до КР-1. Поступление подвижного состава осуществлялось специальным краном, располагавшимся в южном торце депо.
В депо также располагается пост централизации ММТС.

## Подвижной состав

### Пассажирский подвижной состав
Депо обслуживало 10 шестисекционных пассажирских и один двухсекционный служебный поезда модели P30 швейцарской фирмы Intamin Transportation Ltd. Ежедневный выпуск в 2015 году составлял от 6 до 10 составов, с 23 января 2017 по 27 июня 2025 года по новому расписанию выпуск составлял 2 состава.

## Фотографии

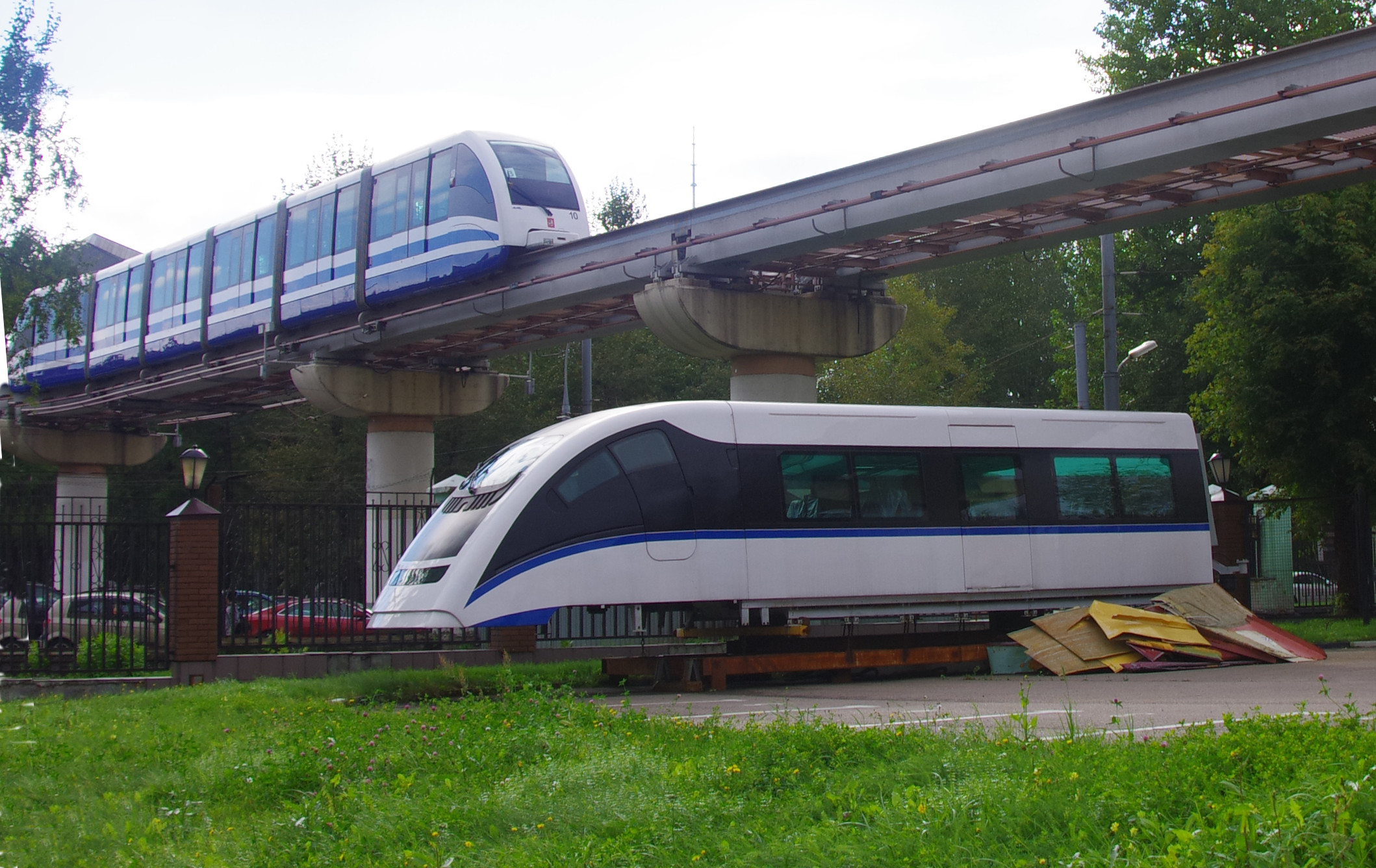
Поезд ЭПС (P30) на подъезде и макет вагона на территории депо
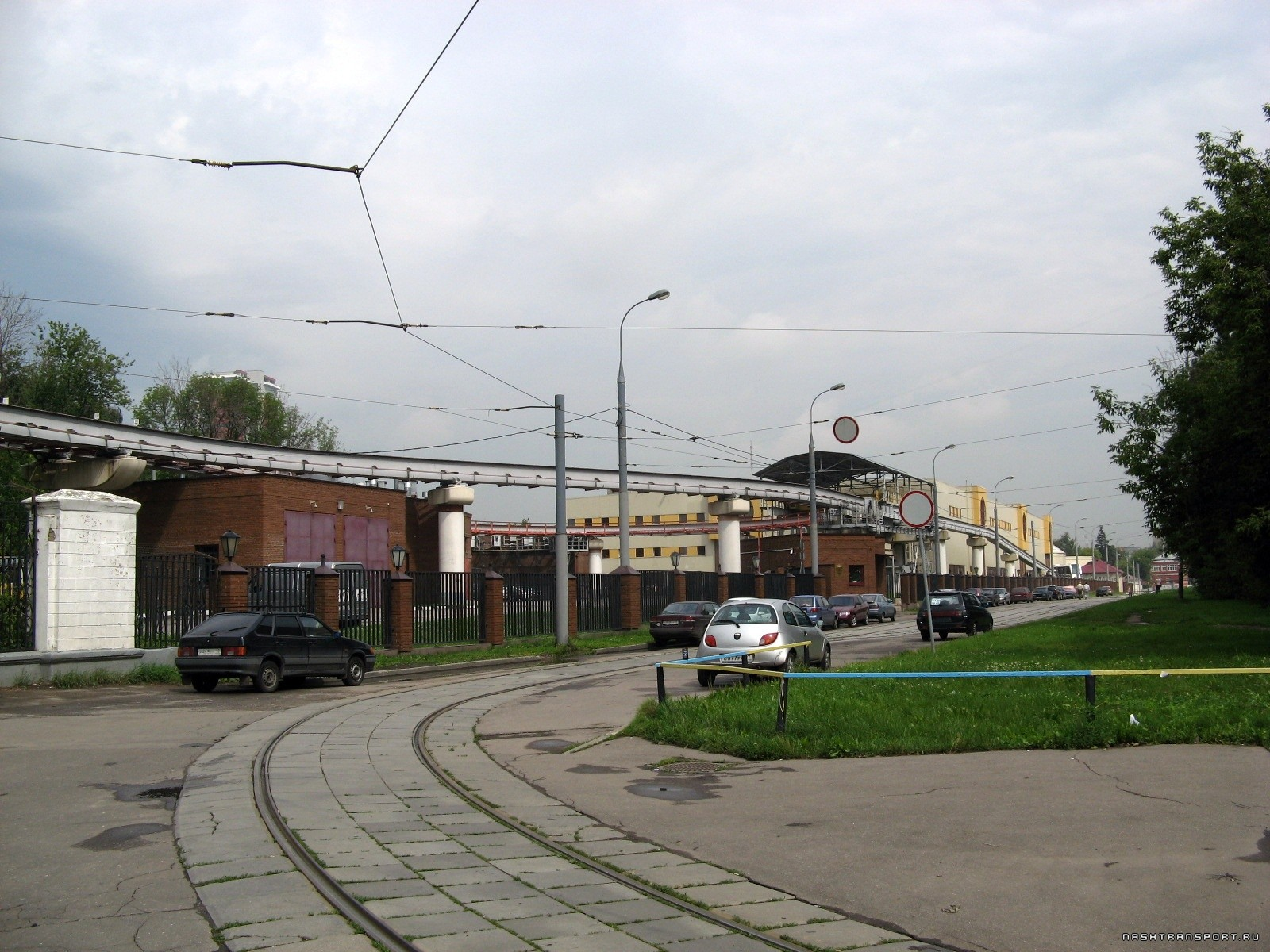
Подъезд к депо перед разворотным кругом
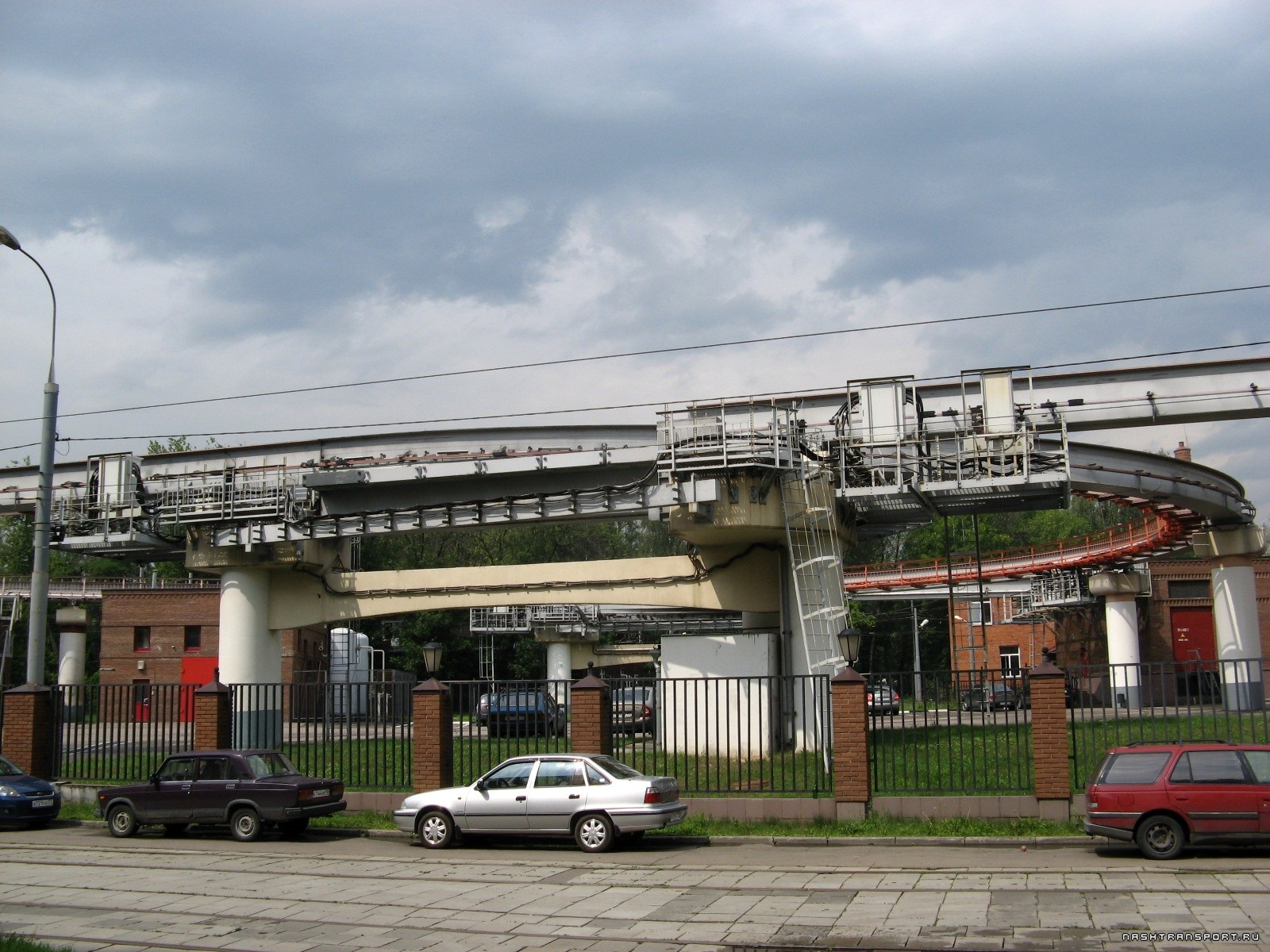
Стрелка между разворотным кругом и съездом в депо
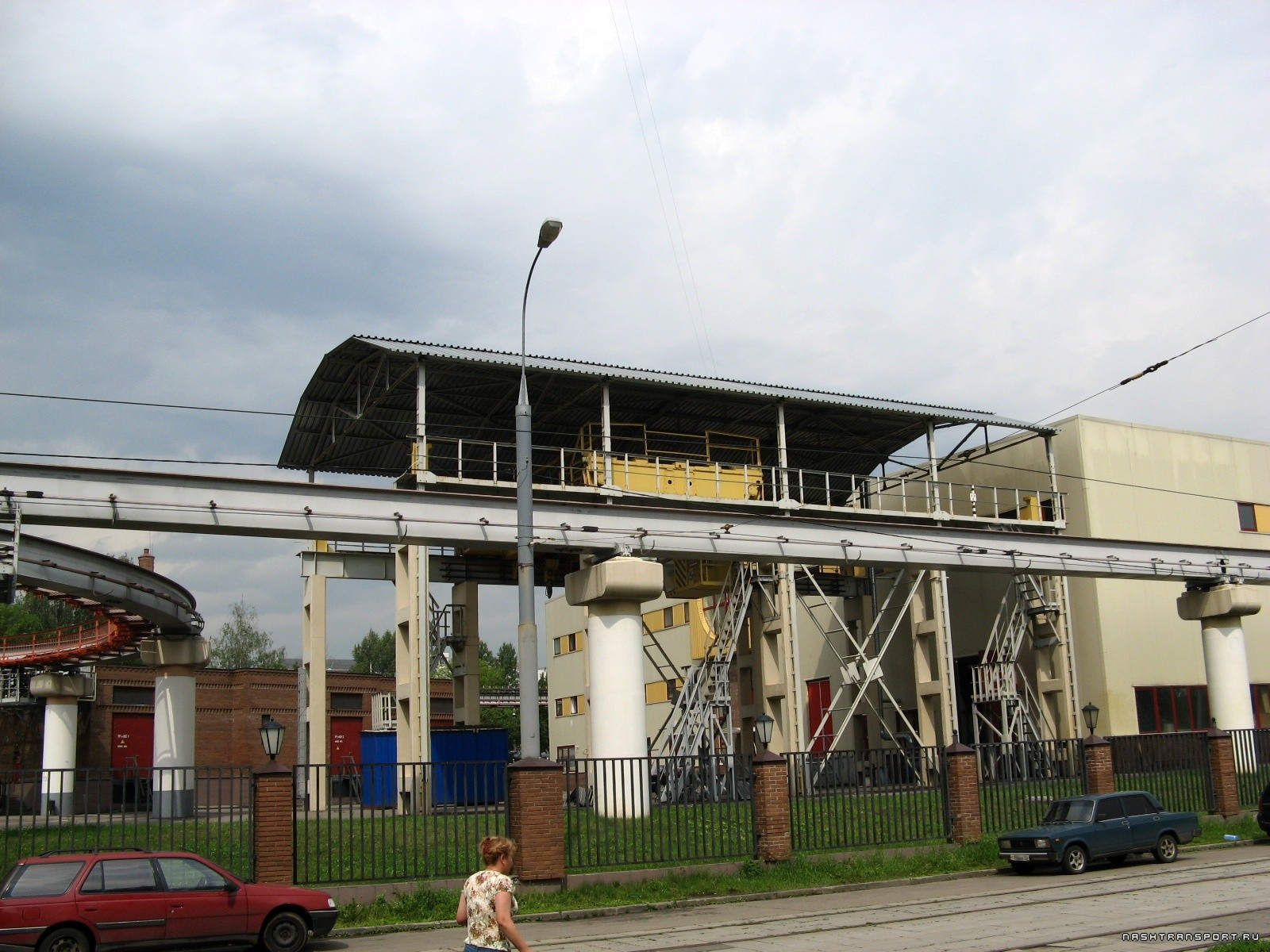
Терминал разгрузки вагонов монорельса с краном
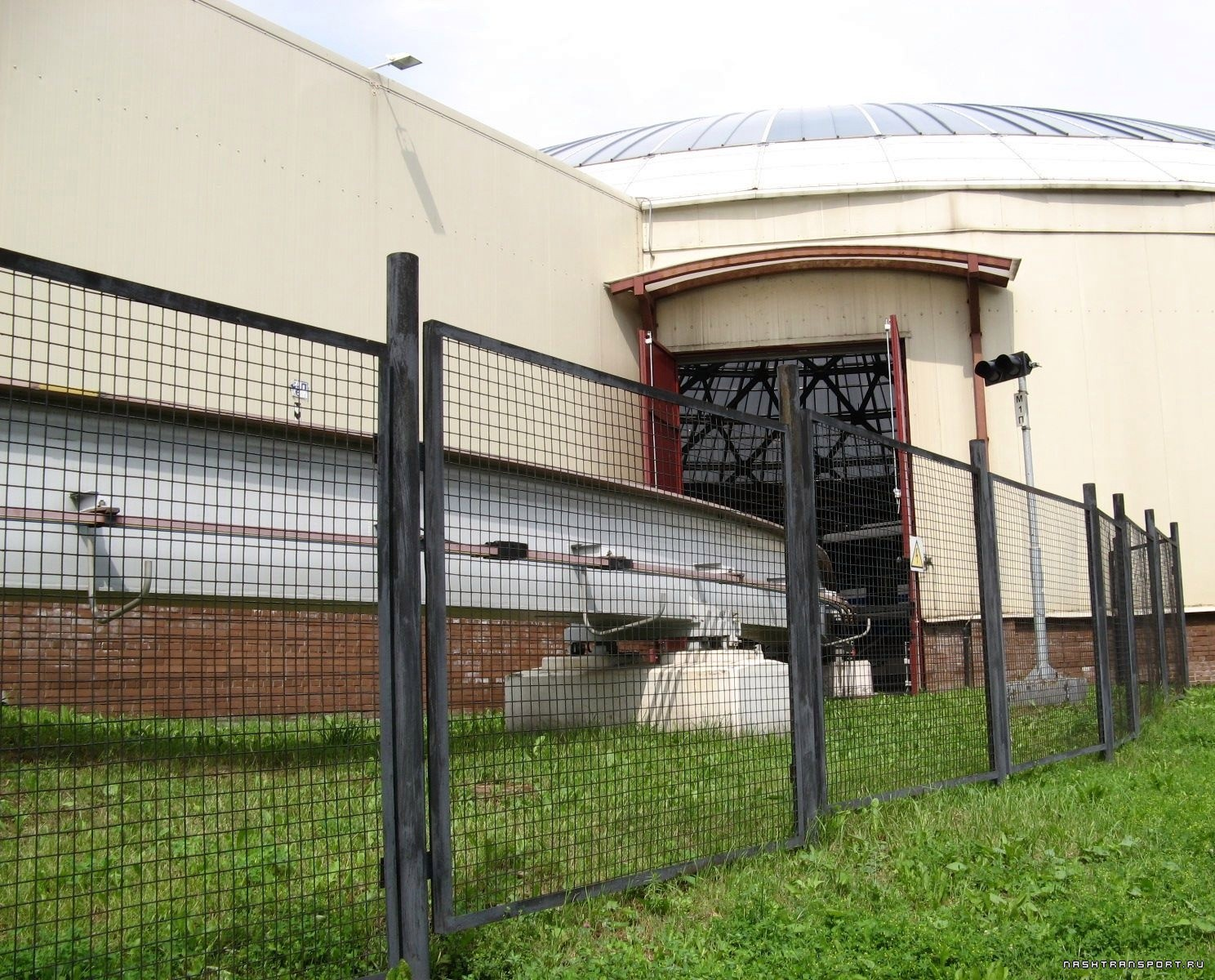
Въезд в депо к внутреннему поворотному кругу
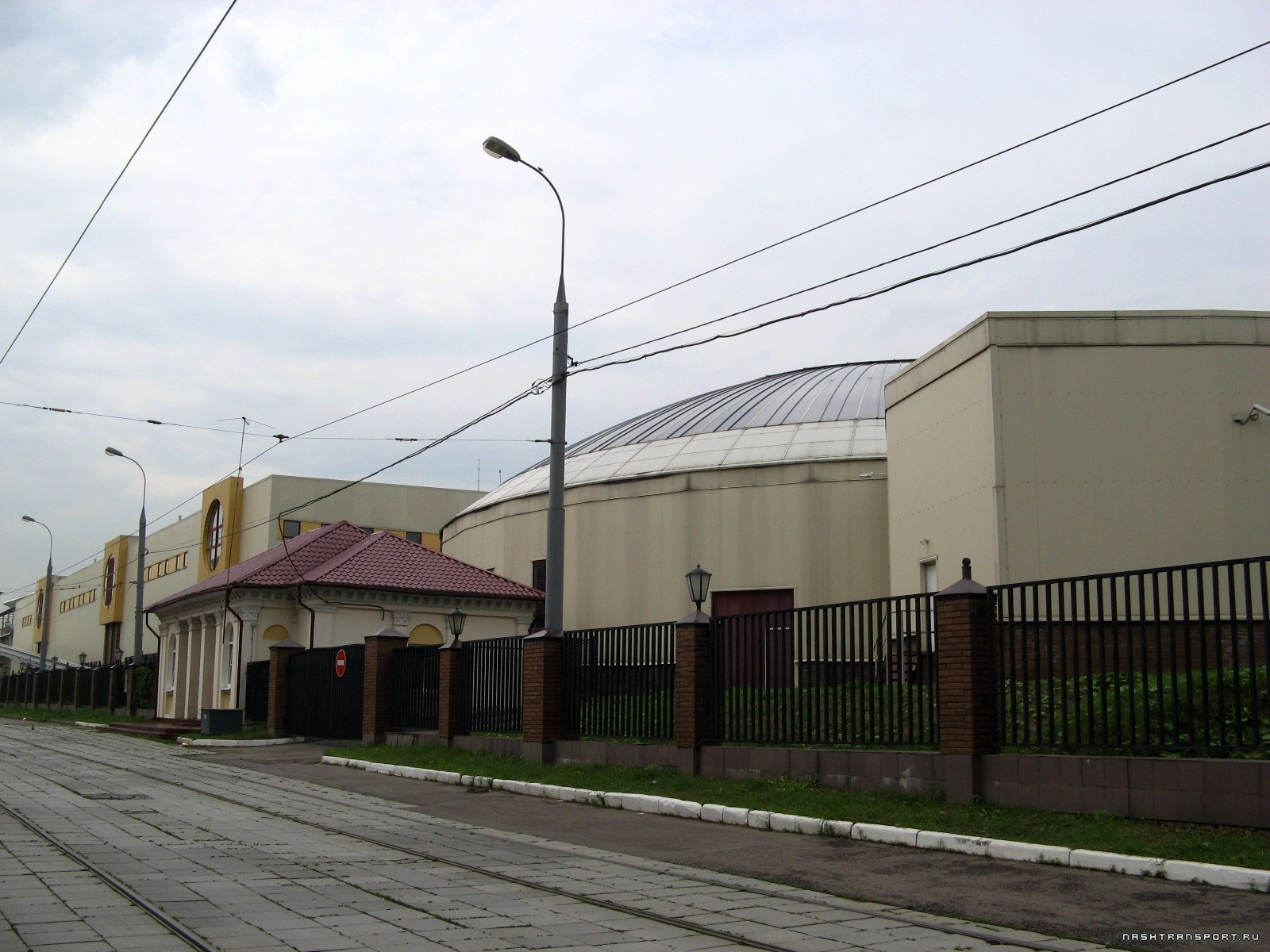
Здание депо со стороны поворотного круга